# كوستا سميرالدا

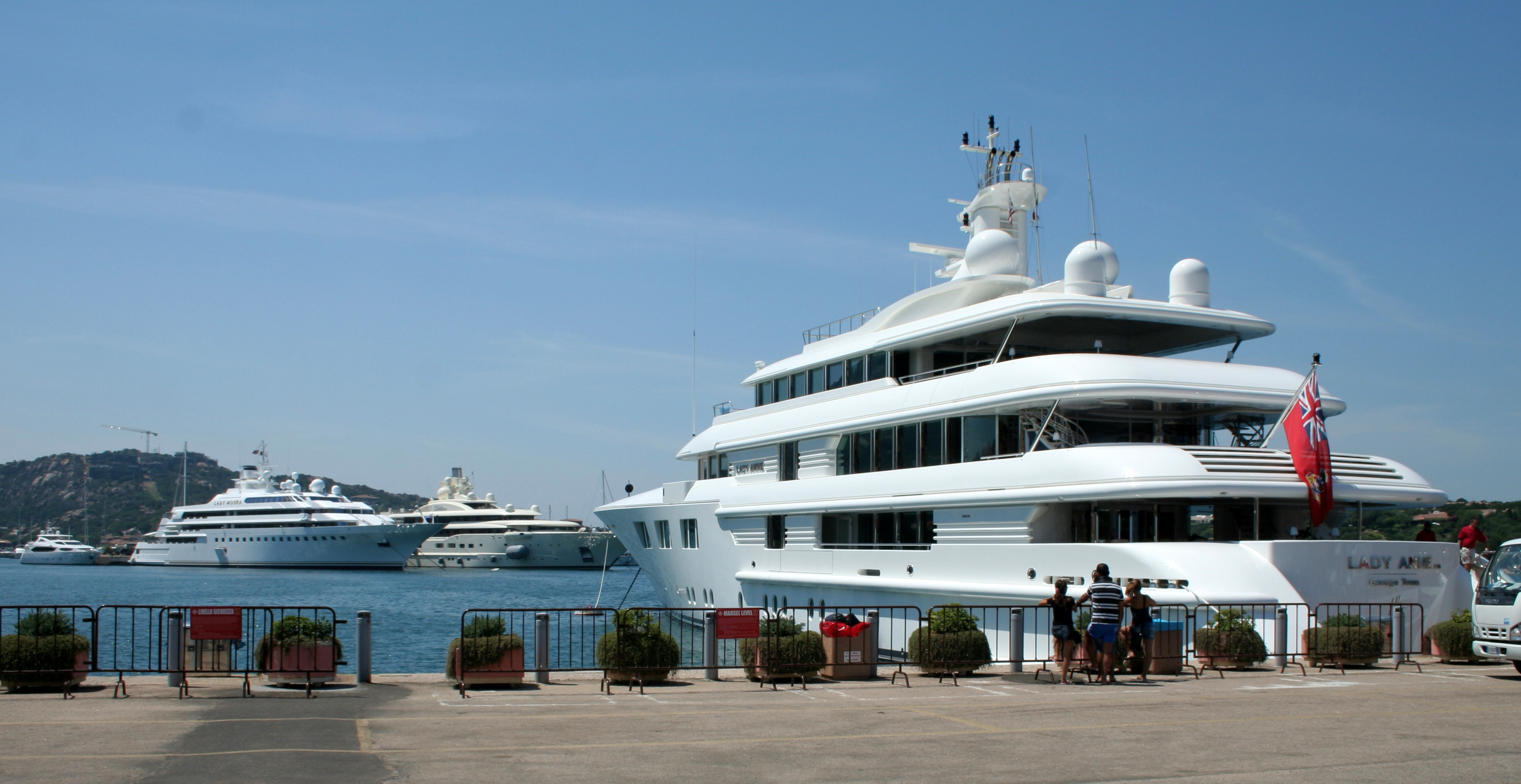
ثلاث يخوت فاخرة - ليدي آن ، ليدي مورا ، وبيلوروس ، داخل ميناء بورتو سيرفو. هم من بين أكبر 100 يخت فاخر في العالم.

كوستا سميرالدا (Italian: ‎[ˈkɔsta zmeˈralda]‏بالإيطالية " ساحل الزمرد "؛ غاليورس؛ بالسردينية ) هي منطقة ساحلية ووجهة سياحية في شمال سردينيا بإيطاليا، بطول يبلغ حوالي 20  كم، على الرغم من ان المصطلح حدد في الأصل لتسمية أمتداد صغير فقط في بلدية أرزاخينا. مع الشواطئ ذات الرمال البيضاء ونوادي الجولف والطائرات الخاصة والطائرات المروحية والفنادق الحصرية، استقطبت المنطقة المشاهير وكبار رجال الأعمال وغيرهم من الزوار الأثرياء.

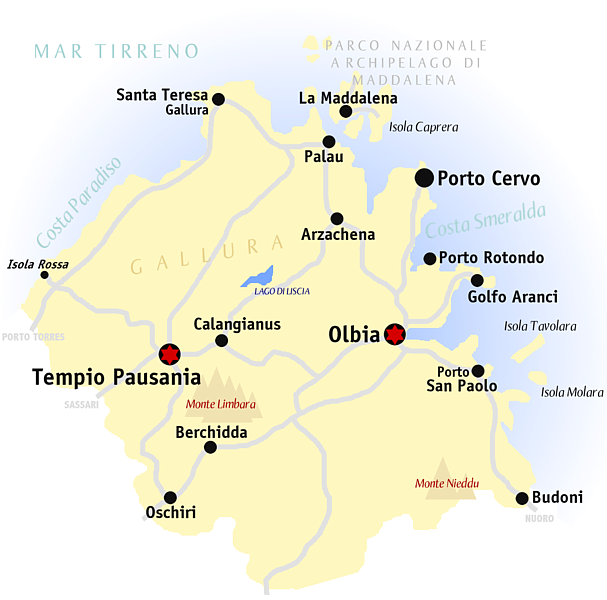
خريطة إقليمية لغالورا مع موقع كوستا سميرالدا

ويعد موقع كوستا سميرالدا الأغلى في أوروبا. حيث تصل أسعار المنازل إلى 300 ألف يورو (392.200 دولار) للمتر المربع.
و المدن والقرى الرئيسية، التي تم بناؤها في المنطقة وفقًا ل خطة حضرية مفصلة، هي بورتو سيرفو وليشيا دي فاكا وكابريتشيولي وروماتسينو . تشمل المواقع الأثرية مقابر موري جاينتس.
و يقام سباق القوارب الشراعية في سبتمبر من كل سنه لكأس سردينيا قبالة الساحل . كما تقام مباريات البولو بين أبريل وأكتوبر في غيرشان بالقرب من أرزاشينا. تشمل عوامل الجذب الأخرى مهرجان الأفلام في تافولارا ورالي السيارات القديمة.
قد بدأ تطوير المنطقة في عام 1961 ، وتم تمويله من قبل مجموعة من الشركات التابعة للأمير كريم آغا خان . تم تسمية سبياجيا ديل برينسيب، أحد الشواطئ على طول كوستا سميرالدا، الإسماعيلي.  ومن بين المهندسين المعماريين المشاركين في المشروع ميشيل بوسيري فيسي، وجاك كويل، وسافين كويل، وفييتي.